# 鏑木享
鏑木 享（かぶらぎ とおる、1976年4月18日 - ）は、茨城県東茨城郡美野里町 (現 小美玉市)出身の元サッカー選手。ポジションはフォワード（FW）。

## 来歴
小学校2年生の時にサッカーを始める。1992年に水戸短期大学付属高校に入学し、2年生・3年生時に全国高校選手権に出場。1995年、国士舘大学に進学し、サッカー部に所属。同期には熱田眞、金沢浄、小林稔、齋藤誠一、富永英明らがおり、在部中の4年間に関東大学リーグ1部で3度、インカレで2度の優勝を果たした。1998年には新たに参入したJFLで活躍し、同リーグに所属する東京ガスサッカー部監督大熊清の推薦を受けてオールスター戦に出場。この試合で2アシストと結果を残し、プロの舞台でも通用するという手応えを掴んだ。
1999年、大学を卒業し大熊率いるFC東京へ加入。「やったことが無かった」という左サイドハーフで、がむしゃらに走り奮闘。スピードと大一番での勝負強さを武器にチームを勢い付け、変幻自在のトリッキーなプレーで相手を翻弄。ドレッドロックスの長髪をトレードマークとして「スーパーカブ」の愛称で親しまれた。
2002年よりアルビレックス新潟に移籍。2004年の終盤から松本山雅FCへ移籍。2試合の出場ながら第13節では得点を挙げ、第14節ではPKを獲得した。2005年途中より松本へ正式加入したが、同年限りで退団した。
引退後は、ミズノのスポーツプロモーション部に勤務している。同社主催のサッカークリニックにも参加。

## 所属クラブ
- 美野里町立堅倉小学校[2]
- 美野里町立美野里中学校[2]
- 1992年 - 1994年 水戸短期大学付属高等学校
- 1995年 - 1998年 国士舘大学サッカー部
- 1999年 - 2001年 FC東京
- 2002年 アルビレックス新潟
- 2004年10月 - 2005年 松本山雅FC
- 2008年 東京ベイフットボールクラブ

## 個人成績
| 国内大会個人成績 | 国内大会個人成績 | 国内大会個人成績 | 国内大会個人成績 | 国内大会個人成績                       | 国内大会個人成績 | 国内大会個人成績  | 国内大会個人成績  | 国内大会個人成績 | 国内大会個人成績 | 国内大会個人成績 | 国内大会個人成績 |
| 年度             | クラブ           | 背番号           | リーグ           | リーグ戦                               | リーグ戦         | リーグ杯          | リーグ杯          | オープン杯       | オープン杯       | 期間通算         | 期間通算         |
| 年度             | クラブ           | 背番号           | リーグ           | 出場                                   | 得点             | 出場              | 得点              | 出場             | 得点             | 出場             | 得点             |
| 日本             | 日本             | 日本             | 日本             | リーグ戦                               | リーグ戦         | リーグ杯          | リーグ杯          | 天皇杯           | 天皇杯           | 期間通算         | 期間通算         |
| ---------------- | ---------------- | ---------------- | ---------------- | -------------------------------------- | ---------------- | ----------------- | ----------------- | ---------------- | ---------------- | ---------------- | ---------------- |
| 1998             | 国士大           |                  | 旧JFL            |                                        |                  | -                 | -                 |                  |                  |                  |                  |
| 1999             | FC東京           | 17               | J2               | 30                                     | 3                | 6                 | 3                 | 3                | 0                | 39               | 6                |
| 2000             | FC東京           | 17               | J1               | 7                                      | 0                | 0                 | 0                 | 1                | 0                | 8                | 0                |
| 2001             | FC東京           | 17               | J1               | 9                                      | 1                | 1                 | 0                 | 0                | 0                | 10               | 1                |
| 2002             | 新潟             | 25               | J2               | 5                                      | 0                | -                 | -                 | 0                | 0                | 5                | 0                |
| 2004             | 松本             | 31               | 北信越2部        | 2                                      | 1                | -                 | -                 |                  |                  |                  |                  |
| 2005             | 松本             | 32               | 北信越2部        | 9                                      | 6                | -                 | -                 |                  |                  |                  |                  |
| 通算             | 日本             | 日本             | J1               | 16                                     | 1                | 1                 | 0                 | 1                | 0                | 18               | 1                |
| 通算             | 日本             | 日本             | J2               | 35                                     | 3                | 6                 | 3                 | 3                | 0                | 44               | 6                |
| 通算             | 日本             | 日本             | 旧JFL            | \|\|\|\|colspan="2"\|-\|\|\|\|\|\|\|\| |                  |                   |                   |                  |                  |                  |                  |
| 通算             | 日本             | 日本             | 北信越2部        | 11                                     | 7                | -\|\|\|\|\|\|\|\| | -\|\|\|\|\|\|\|\| |                  |                  |                  |                  |
| 総通算           | 総通算           | 総通算           | 総通算           | \|\|\|\|7\|\|3\|\|\|\|\|\|\|\|         |                  |                   |                   |                  |                  |                  |                  |